# Dipsacus comosus
Dipsacus comosus là một loài thực vật có hoa trong họ Kim ngân. Loài này được Hoffmanns. & Link mô tả khoa học đầu tiên năm 1824.

## Hình ảnh

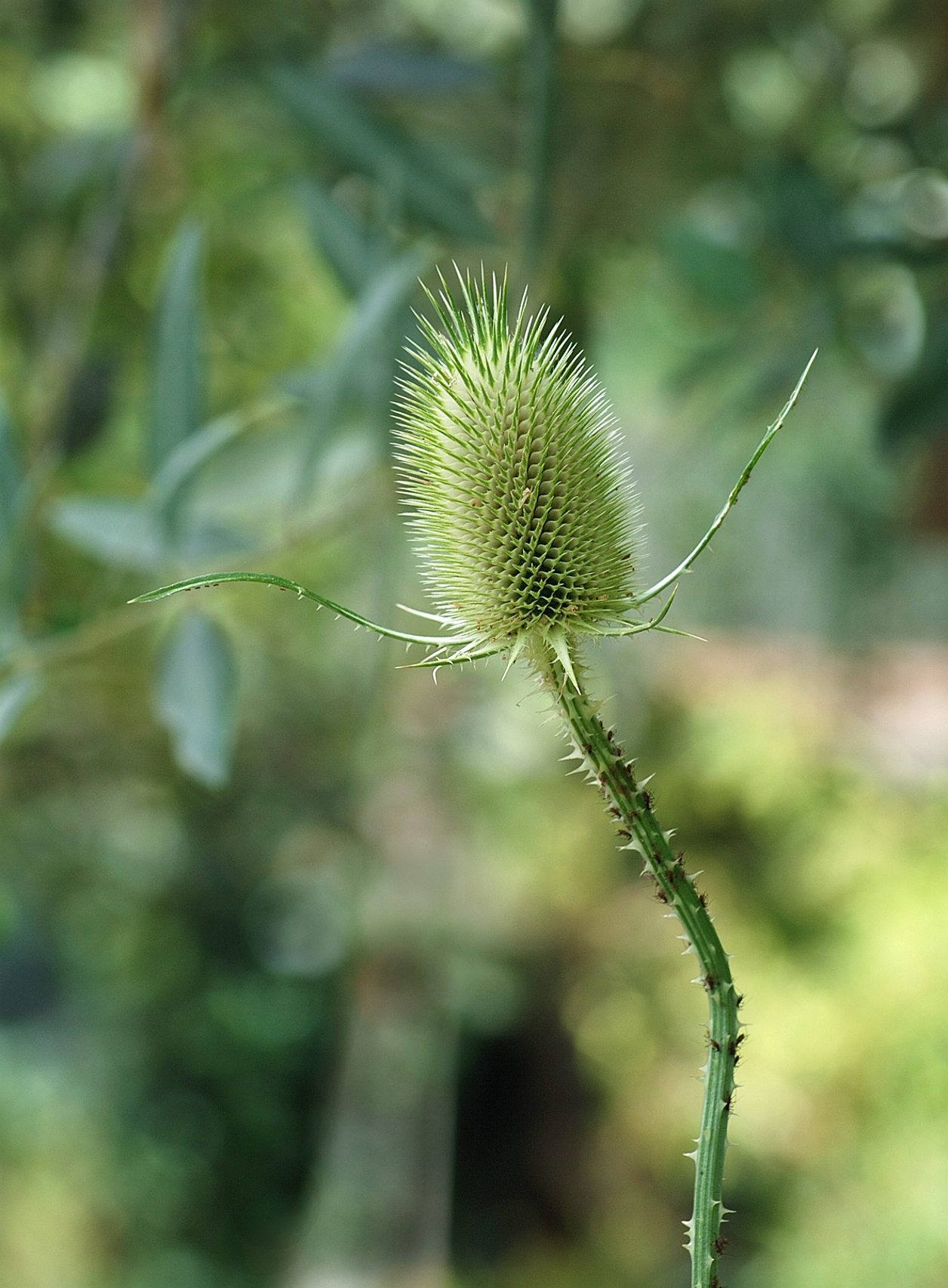
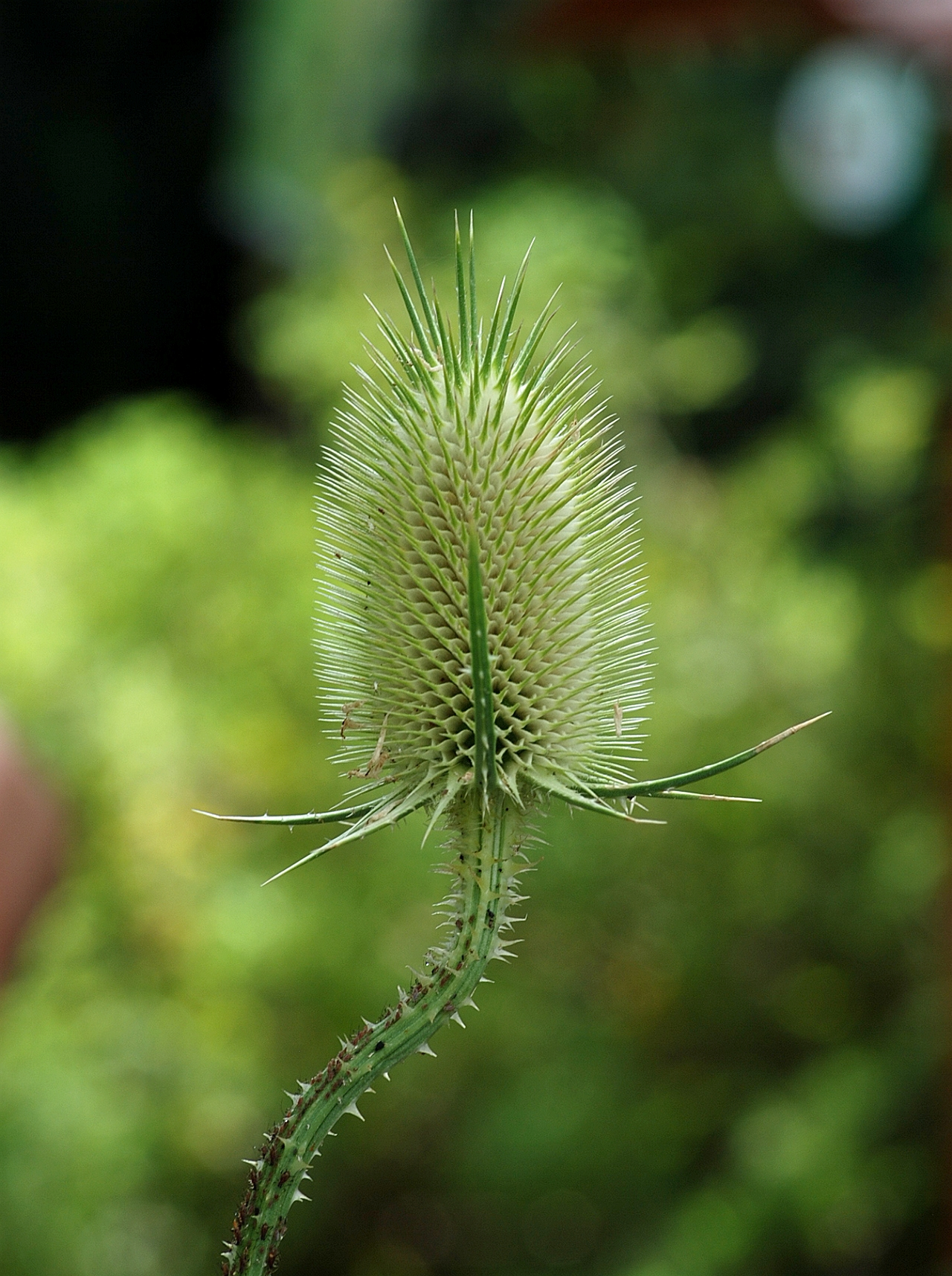